# FC Hallam
Der FC Hallam (offiziell Hallam Football Club) wurde 1860 in Sheffield, England, gegründet und ist nach dem lokalen Rivalen FC Sheffield der zweitälteste Fußballverein der Welt. Der Verein nutzt seit seiner Gründung die Sportstätte an der Sandygate Road, die das Guinness-Buch der Rekorde offiziell als „world’s oldest football ground“ (ältesten Fußballplatz der Welt) anerkennt.

## Geschichte

### Anfänge
Der Verein wurde am 4. September 1860 im Sheffielder Stadtteil Crosspool gegründet, kann seine Geschichte aber bis in das Jahr 1804 zurückdatieren. In dem Jahr entstand ein neuer Cricketverein, Hallam CC, der vom Eigentümer des lokalen Pubs The Plough Inn die Genehmigung erhielt, ein gegenüberliegendes Grundstück als Sportplatz zu benutzen. Auf diese Weise entstand die Spielstätte an der Sandygate Road. In den 1850er-Jahren hatte der Cricketclub mehr als 300 Mitglieder.
1860 entschied die Klubführung, einen Fußballverein ins Leben zu rufen, der den drei Jahre zuvor gegründeten FC Sheffield herausfordern konnte. Das erste Spiel zwischen dem FC Hallam und dem FC Sheffield fand am Boxing Day des Jahres 1860, am 26. Dezember 1860, statt. Einem Spielbericht im Sheffield Daily Telegraph zufolge standen sich 16 Spieler von Sheffield und 16 Spieler von Hallam/Stumperlowe gegenüber. Stumperlowe war ein Weiler in der Nähe der Sandygate Road.
Die Spiele zwischen dem FC Hallam und dem FC Sheffield – das älteste Derby der Welt – werden bis heute als Rules Derby bezeichnet. Beide Klubs hielten sich an die sogenannten Sheffield-Regeln, die von den Gründern des FC Sheffield ausgearbeitet worden waren und 1867 von der Sheffield Football Association übernommen wurden. Die Regeln gelten als Meilenstein auf dem Weg zu einem verbindlichen Regelwerk im modernen Fußball. Sie enthielten bereits Elemente wie den Freistoß oder den Einwurf; nicht festgelegt war allerdings, wie viele Spieler einer Mannschaft angehören sollten.

### Erste Liga- und Pokalwettbewerbe
1867 gewannen die Spieler des FC Hallam den nach einem lokalen Theaterbesitzer und Fußballenthusiasten benannten Youdan Cup und damit den ersten Fußballwettbewerb weltweit. Der Silberpokal ging anschließend verloren und galt lange als verschollen, ehe ein schottischer Antiquitätenhändler, der in Besitz der Trophäe gelangt war, sie 1997 für 1.600 Pfund an den Verein zurückverkaufte. Angesichts der einsetzenden Professionalisierung des Sports entschied der FC Hallam bereits Ende des 19. Jahrhunderts, ein Amateurverein bleiben zu wollen. 1892 nahm der Klub erstmals an einem Ligawettbewerb teil. Noch knapp 20 weitere Jahre sollte es dauern, bis der FC Hallam 1911 seine erste Teilnahme am FA Amateur Cup bekanntgab.
1925 erzielte der Klub einen der größten Erfolge seiner Geschichte: Er besiegte an der Sandygate Road vor 2000 Zuschauern den fünffachen Amateur-Cup-Sieger FC Bishop Auckland.

### Nach 1945

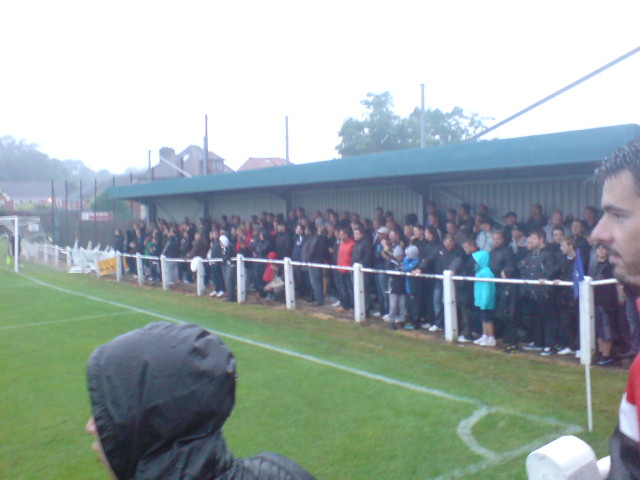
Zuschauer verfolgen ein Spiel an der Sandygate Road (2010).

Am Ende der Saison 1932/33 entschied der Besitzer des Plough Inn, den Platz an der Sandygate Road anderen Vereinen zur Verfügung zu stellen, weil der FC Hallam nicht für genügend Umsatz gesorgt hatte. Der Verein blieb offiziell Mitglied der lokalen Football Association, stellte den Spielbetrieb jedoch vorübergehend ein. Erst 1947 gelang eine Rückkehr an die Sandygate Road und zwei Jahre später in die Sheffield Association League, in der dem FC Hallam auf Anhieb die Meisterschaft glückte. 1950 gewann der Klub den Sheffield Senior Cup mit einem Finalsieg über den FC Stocksbridge Works. Das Finale wurde vor über 7000 Zuschauern im Hillsborough Stadium ausgetragen.
1952 trat der FC Hallam der seit 1920 existierenden Yorkshire Football League bei. Nach der Saison 1981/82 verschmolz die Liga zusammen mit der Midland League zur Northern Counties East Football League, die aus zwei Divisionen (Premier Division und Division One) besteht. In der Saison 2021/22 stieg der FC Hallam in die Premier Devision, dem neunthöchsten Level im englischen Ligasystem, auf.
Im Jahr 2013 schloss sich im Alter von 52 Jahren der ehemalige englische Nationalspieler Chris Waddle dem FC Hallam an. Er absolvierte ein Spiel für das Ligateam, spielte aber überwiegend für die Alten Herren des Klubs. Kurzzeitig trainierte er auch ein Reserveteam des FC Hallam.